# Paralelo 22 N
O Paralelo 22 N é um paralelo no 22° grau a norte do plano equatorial terrestre.

## Cruzamentos
Começando no Meridiano de Greenwich e na direção leste, atravessa esta sequência de países e mares:
| País, território ou mar                | Notas                                                                                |
| -------------------------------------- | ------------------------------------------------------------------------------------ |
| Argélia                                |                                                                                      |
| Níger                                  |                                                                                      |
| Chade                                  |                                                                                      |
| Líbia                                  |                                                                                      |
| Fronteira Egipto-Sudão                 |                                                                                      |
| Sudão                                  | A fronteira diverge no Lago Nasser - o paralelo passa no Sudão depois                |
| Fronteira Egipto-Sudão                 |                                                                                      |
| Fronteira Egito / Bir Tawil            | Bir Tawil não é reclamado por nenhum país                                            |
| Fronteira Triângulo de Hala'ib / Sudão | O Triângulo de Hala'ib é controlado pelo Sudão mas reclamado pelo Egipto             |
| Mar Vermelho                           |                                                                                      |
| Arábia Saudita                         |                                                                                      |
| Omã                                    |                                                                                      |
| Oceano Índico                          | Mar da Arábia                                                                        |
| Índia                                  | Kathiawar                                                                            |
| Oceano Índico                          | Golfo de Khambhat                                                                    |
| Índia                                  |                                                                                      |
| Bangladesh                             |                                                                                      |
| Oceano Índico                          | Baía de Bengala                                                                      |
| Bangladesh                             |                                                                                      |
| Índia                                  |                                                                                      |
| Myanmar (Birmânia)                     |                                                                                      |
| Índia                                  |                                                                                      |
| Myanmar (Birmânia)                     |                                                                                      |
| Índia                                  |                                                                                      |
| Myanmar (Birmânia)                     |                                                                                      |
| China                                  |                                                                                      |
| Laos                                   |                                                                                      |
| Vietname                               |                                                                                      |
| China                                  |                                                                                      |
| Vietname                               |                                                                                      |
| China                                  |                                                                                      |
| Mar do Sul da China                    |                                                                                      |
| Taiwan                                 | Reclamada pela China                                                                 |
| Oceano Pacífico                        |                                                                                      |
| Estados Unidos                         | Ilhas de Niihau e Kauai, Havaí                                                       |
| Oceano Pacífico                        |                                                                                      |
| México                                 |                                                                                      |
| Golfo do México                        |                                                                                      |
| Cuba                                   |                                                                                      |
| Mar do Caribe                          | Golfo de Batabanó                                                                    |
| Cuba                                   |                                                                                      |
| Oceano Atlântico                       | Passa entre as ilhas das Bahamas · Passa a norte de Caicos do Norte, Turcas e Caicos |
| Saara Ocidental                        | Reclamado por Marrocos                                                               |
| Mauritânia                             |                                                                                      |
| Mali                                   |                                                                                      |
| Argélia                                |                                                                                      |